# 우리는 오늘부터
《우리는 오늘부터》는 2022년 5월 16일부터 2022년 6월 21일까지 방송된 SBS 월화 드라마이다.

## 기획 의도
혼전순결을 지켜오던 오우리가 뜻밖의 사고로 코스메틱 그룹 대표 라파엘의 아이를 갖게 되면서 벌어지게 되는 로맨틱 코미디 소동극

## 제작진

### 제작사
- 그룹에이트

### 극본
- 정정화 : 영화 《버스, 정류장》(연출부), 영화 《YMCA 야구단》(현장 편집), 영화 《4인용 식탁》(현장 편집), 영화 《오! 브라더스》(현장 편집), 영화 《욕망》(현장 편집), 영화 《맹부삼천지교》(현장 편집), 영화 《광식이 동생 광태》(현장 편집, 예고편, 음악 부분), 영화 《달콤한 거짓말》(감독, 각본), 영화 《아빠는 딸》(각색), tvN 월화 드라마 《꽃미남 라면가게》(연출), tvN 월화 드라마 《이웃집 꽃미남》(연출), KBS 2TV 수목 드라마 《예쁜 남자》(공동 연출), 네이버TV 《초코뱅크》(연출), 네이버TV 《첫 키스만 일곱번째》(연출), 웨이브 《회사를 관두는 최고의 순간》(연출), 넷플릭스 《마음의 소리 리부트 1》(연출), 넷플릭스 《마음의 소리 리부트 2》(연출), SBS 수목 드라마 《절대 그이》(연출), JTBC 월화 드라마 《바람이 분다》(공동 연출)

### 연출
- 정정화 : 영화 《버스, 정류장》(연출부), 영화 《YMCA 야구단》(현장 편집), 영화 《4인용 식탁》(현장 편집), 영화 《오! 브라더스》(현장 편집), 영화 《욕망》(현장 편집), 영화 《맹부삼천지교》(현장 편집), 영화 《광식이 동생 광태》(현장 편집, 예고편, 음악 부분), 영화 《달콤한 거짓말》(감독, 각본), 영화 《아빠는 딸》(각색), tvN 월화 드라마 《꽃미남 라면가게》(연출), tvN 월화 드라마 《이웃집 꽃미남》(연출), KBS 2TV 수목 드라마 《예쁜 남자》(공동 연출), 네이버TV 《초코뱅크》(연출), 네이버TV 《첫 키스만 일곱번째》(연출), 웨이브 《회사를 관두는 최고의 순간》(연출), 넷플릭스 《마음의 소리 리부트 1》(연출), 넷플릭스 《마음의 소리 리부트 2》(연출), SBS 수목 드라마 《절대 그이》(연출), JTBC 월화 드라마 《바람이 분다》(공동 연출)

## 등장 인물

### 서귀녀 돈가스
- 임수향 : 오우리 (여, 29세) 역 (아역 김지안) - 보조작가, 은란의 딸. 귀녀의 외손녀. 강재의 아내, 리우의 엄마.
- 홍은희 : 오은란 (여, 45세) 역 (아역 고주희) - 노래교실 강사, 우리의 어머니. 귀녀의 딸.리우 외할머니.
- 연운경 : 서귀녀 (여, 66세) 역 - 은란의 어머니, 돈가스 가게 사장. 우리의 외할머니.리우 외증조할머니.

### 다이아몬드 의료재단
- 성훈 : 라파엘 (남, 33세) 역 - 본명 김복래, 다이아몬드 코스메틱 대표. 덕배의 아들. 마리의 전남편. 리우의 친아빠
- 주진모 : 이사장 (남, 61세) 역 - 본명 김덕배, 다이아몬드 의료재단 이사장. 라파엘의 아버지.리우의 친할아버지.
- 홍지윤 : 이마리 (여, 29세) 역 - 본명 이말자, 다이아몬드 의료재단 마케팅 팀장. 라파엘의 전처. 만철의 내연녀. 두팔의 전처.
- 남미정 : 변미자 (여, 52세) 역 - 사기꾼, 마리의 어머니. 라파엘의 전 장모.
- 박선영 : 임실장 (여, 36세) 역 - 비서실장, 이사장의 수족으로 그림자처럼 따라다니며 일을 완벽하게 처리한다. 진짜 김회장.

### 경찰서
- 신동욱 : 이강재 (남, 33세) 역 - 강력계 형사, 우리의 남편, 리우의 양아빠
- 한재이 : 박나희 (여, 29세) 역 - 강력반 형사, 강재를 롤모델로 생각하며 파트너로 활약 중이다.
- 김동현 : 반장 (남, 47세) 역 - 강력반 반장, 젊었을 땐 호랑이였지만 이빨이 빠지면서 마음도 약해졌다.

### 방송국
- 김수로 : 최성일 (남, 45세) 역 (아역 윤펠릭스) - 본명 최덕칠, 방송 나이 39세. 배우. 은란의 첫사랑. 우리의 친아버지.
- 이도연 : 유예리 (여, 35세) 역 - 드라마 작가, 막장 드라마 '욕망의 가면' 메인 작가.
- 임재명 : 박감독 (남, 37세) 역 - 드라마 감독, 오랜 조감독 생활 끝에 데뷔하여 강자에게 약하고 약자에게 강하다.
- 연민지 : 최미애 (여, 31세) 역 - 여배우, 드라마 '욕망의 가면'의 여주인공. 차가워 보이지만 여린 심성의 소유자이다.

### 그 외 인물
- 정동근 : 변호사, 진희의 남자친구, 형욱의 쌍둥이 동생. : 남형옥 역 - 변호사, 성일의 친구.
- 김선웅 : 노만철 실장 역 - 마리의 불륜상대
- 정영기 : 전변진 역 - 마리의 전 남자친구.
- 김익태 : 신부 역
- 안신우 : 정형식 역 - 유도 국가대표 출신, 현 경호업체 대표.
- 김사권 : 박두팔 역 - 마리의 전남편
- 김인묵 : 성일의 어시스턴트 역
- 조덕회 : 성당 청년 회장 역
- 한소현
- 변준서
- 미상 : 조카 역
- 미상 : 환자 역
- 미상 : 사무실을 청소해 주는 여자 역
- 장용복 : 정춘삼 역
- 김경욱 : BJ 삐꾸 역
- 주부진 : 민지의 할머니 역
- 박진영 : 의사 역
- 미상 : 동료 형사 역
- 김선웅 : 노만철 역
- 미상 : 간호사 역
- 오미희 : 왕작가 역
- 미상 : 김리우/이리우 역 강재와 우리의 아이이자 라파엘의 친자

### 특별 출연
- 황우슬혜 : 여진희 역 - 산부인과 의사

## 시청률
아래의 파란색 숫자는 '최저 시청률'이고, 빨간색 숫자는 '최고 시청률'입니다. 시청률조사회사와 지역별로 시청률에 차이가 있을 수 있습니다.
| 2022년 | 2022년   | 2022년         | 2022년       |
| 회차   | 방송일   | AGB 시청률     | AGB 시청률   |
| 회차   | 방송일   | 대한민국(전국) | 서울(수도권) |
| ------ | -------- | -------------- | ------------ |
| 제1회  | 5월 16일 | 4.1%           | 4.6%         |
| 제2회  | 5월 17일 | 4.5%           | 4.8%         |
| 제3회  | 5월 23일 | 3.5%           | 3.7%         |
| 제4회  | 5월 24일 | 4.4%           | 4.8%         |
| 제5회  | 5월 30일 | 3.1%           | 3.2%         |
| 제6회  | 5월 31일 | 3.4%           | 3.6%         |
| 제7회  | 6월 6일  | 3.6%           | 3.6%         |
| 제8회  | 6월 7일  | 3.6%           | 3.7%         |
| 제9회  | 6월 13일 | 3.1%           | 3.4%         |
| 제10회 | 6월 14일 | 3.5%           | 4.0%         |
| 제11회 | 6월 20일 | 3.2%           | 3.5%         |
| 제12회 | 6월 20일 | 3.8%           | 4.0%         |
| 제13회 | 6월 21일 | 3.1%           | -            |
| 제14회 | 6월 21일 | 3.6%           | 4.0%         |

## 수상
- 2022년 SBS 연기대상 신스틸러상 (남미정)

## OST
- Part.1 이영현 - 돌아버리겠네 (2022.05.10 발매)
- Part.2 김범수 - 돌아버리겠네 (2022.05.17 발매)
- Part.3 제시 - Gosh (2022.05.24 발매)
- Part.4 신예영 - 설레이는 중 (2022.05.31 발매)
- Part.5 우디 - Sunday to Monday (2022.06.07 발매)
- Part.6 성훈 - 있어줄게 (2022.06.20 발매)

## 참고 사항
- 성훈, 임수향은 SBS 주말 특별 기획 드라마 《신기생뎐》, KBS 2TV 주말 드라마 《아이가 다섯》에 이어 세 번째로 재회하여 캐스팅 되었다.